# Колемболи
Колемболи, ногохвістки (Collembola) — ряд (згідно з деякими авторами, підклас) членистоногих класу Entognatha, включає кілька тисяч видів. Представники ряду є давньою групою тварин, відомих з девону.

## Будова тіла
Дрібні тварини, розміри яких становлять кілька міліметрів або навіть менше міліметра. Прості очі утворюють скупчення по боках голови, подібні до фасеткових очей. У видів, які живуть у ґрунті, очі відсутні. Замість них у сліпих колембол є органи відчуття випаровуючої сили повітря, оскільки ці тварини дуже чутливі до вологості повітря. Вусики довгі, з 4—6 члеників. Ротові органи розташовані в ротовій капсулі голови, гризучого чи колючо-сисного типу.

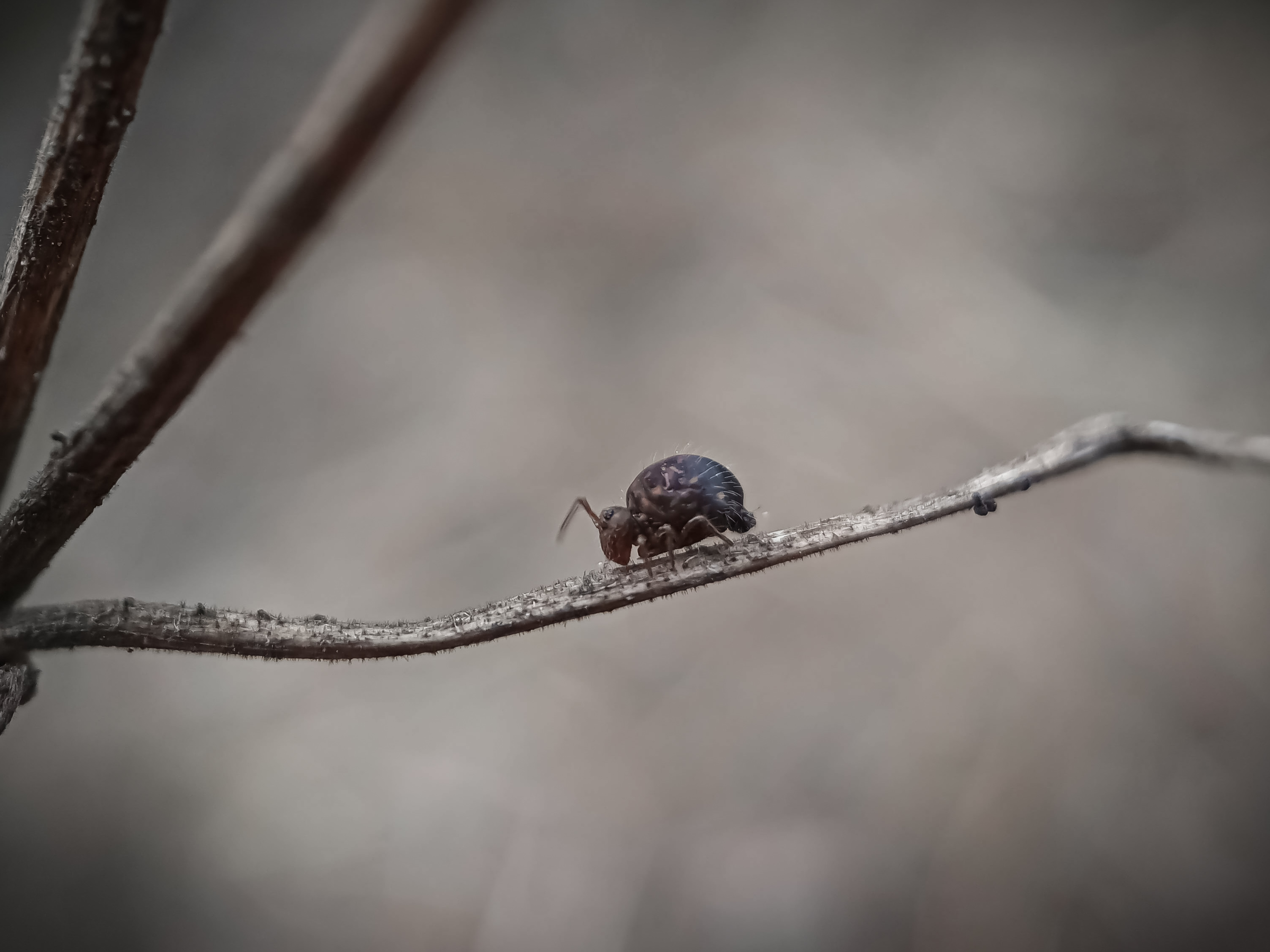

Черевце скаладється з 6 сегментів. На 4-му сегменті знаходиться стрибальна вилка, яка чіпляється за придаток 3-го сегменту (зачіпку) та при звільненні з нього дозволяє тварині високо й далеко підстрибнути, в деяких видів до 1 метра. На 1-му сегменті знаходиться спеціальний придаток — черевна трубка, яка секретує липку рідину, яка при приземленні допомагає ногохвістці вчепитися за поверхню.
Дихальна система недорозвинена, відсутні мальпігієві судини.
Забарвлення колембол, які живуть у ґрунті, біле, у тих, що живуть на поверхні, здебільшого сіре або буре, однак трапляються і яскраво забарвлені види.

## Спосіб життя

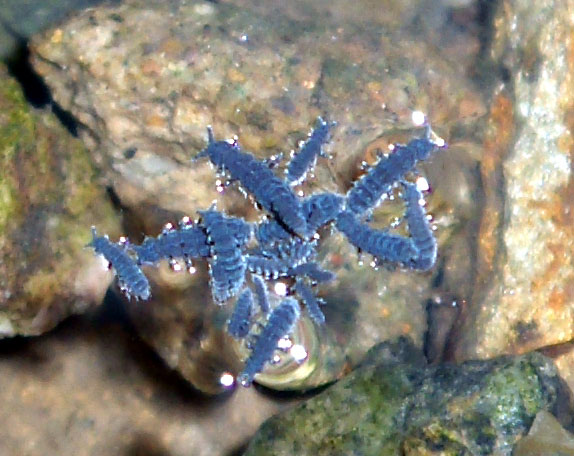
Anurida maritima на воді

Найчастіше живуть серед решток рослин, що розкладаються, біля поверхні ґрунту. Види, що живуть у ґрунті, на відміну від інших колембол, не мають органу для стрибання, крім того, їхнє тіло досить видовжене, а кінцівки короткі, що дає їм змогу добре пересуватися під землею. Деякі види мешкають на поверхні рослин і навіть на поверхні води. При цьому види, що живуть на поверхні воді, можуть стрибати, відштовхуючись від її поверхні. Чисельність цих тварин може бути дуже великою, у ґрунтах лісів і лук на кожному квадратному метрі може нараховуватись кілька десятків тисяч особин. Живляться детритом, деякі види можуть пошкоджувати кореневу систему рослин. Колемболи — роздільностатеві тварини, самець відкладає сперматофор на рослини або ґрунт, а самиця захоплює його статевим отвором. Яйця дуже чутливі до вологості навколишнього середовища. Розвиток без перетворення: з яйця виходять колемболи за будовою подібні на дорослі особини.

## Різноманіття
Описано більше 10 тисяч видів. Ногохвісток розділяють на 3 ряди:
- Entomobryomorpha
- Poduromorpha
- Symphypleona

## Розповсюдження
Розповсюджені по всьому світу, більша частина видів живе у підстилці. Дуже багато видів у помірних широтах та тропіках, трапляються навіть в Арктиці й Антарктиці там, де є мох або лишайник.

## Значення
Незважаючи на деяку шкоду, яку колемболи можуть спричиняти рослинам, зокрема в парниках, зааглом це досить корисні тварини, які відіграють важливу роль у ґрунтотворенні. Вони розкладають рослинні та тваринні рештки з утворенням гумусу та мінеральних речовин.